# سکنجبین

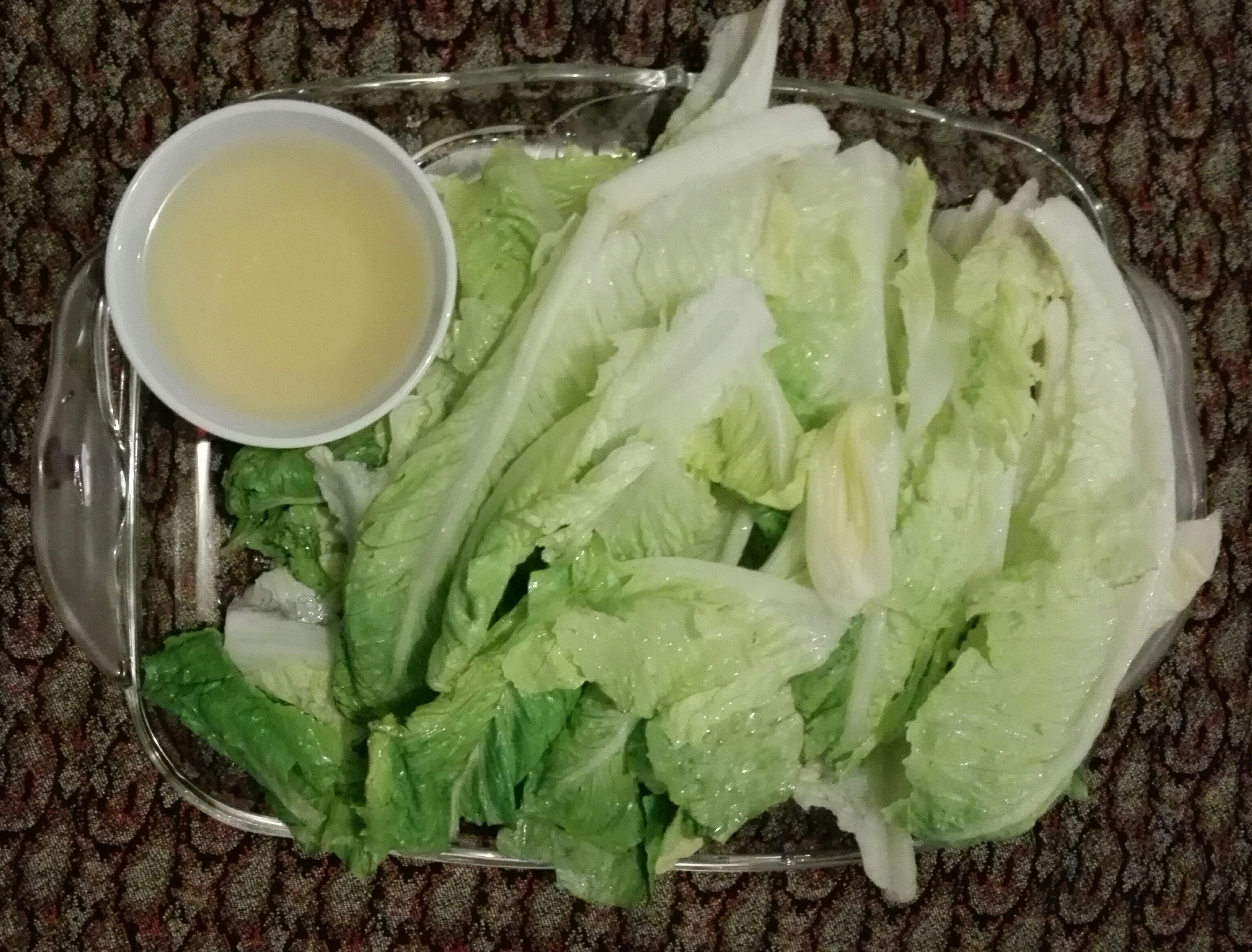
کاهو سکنجبین که معمولاً در روز سیزده‌به‌در خورده می‌شود.

سکنجبین معرب سکنگبین یکی از نوشیدنی‌های بسیار قدیمی و سنتی از سرکه و شهد انگبین یا امروزه شکر است. ابن سینا در باب سکنجبین رساله‌ای تحت عنوان «منافع الشراب المسمی سکنجبین» به زبان عربی نوشته‌است.

## طرز تهیه سکنجبین
سرکه طبیعی یک واحد، عسل یا شکر ۲ واحد، آب ۴ واحد، یا آنقدر که لازم باشد با توجه به غلظت مورد نظر را مخلوط کرده و می‌جوشانند تا قوام یک چهارم یا یک پنجم برسد. در تهیه سکنجبین از عرق نعنا یا خود نعنا را نیز استفاده می‌کنند تا از عطر و خواص آن بهره‌مند شد.
این شربت با سس گستریک در آشپزی فرانسوی و سس آگرودولچه در آشپزی ایتالیایی شباهت‌هایی دارد ولی نحوهٔ تهیه و کاربرد آن به نوعی منحصر به فرهنگ غذایی ایران بزرگ است.